# フサゴカイ科

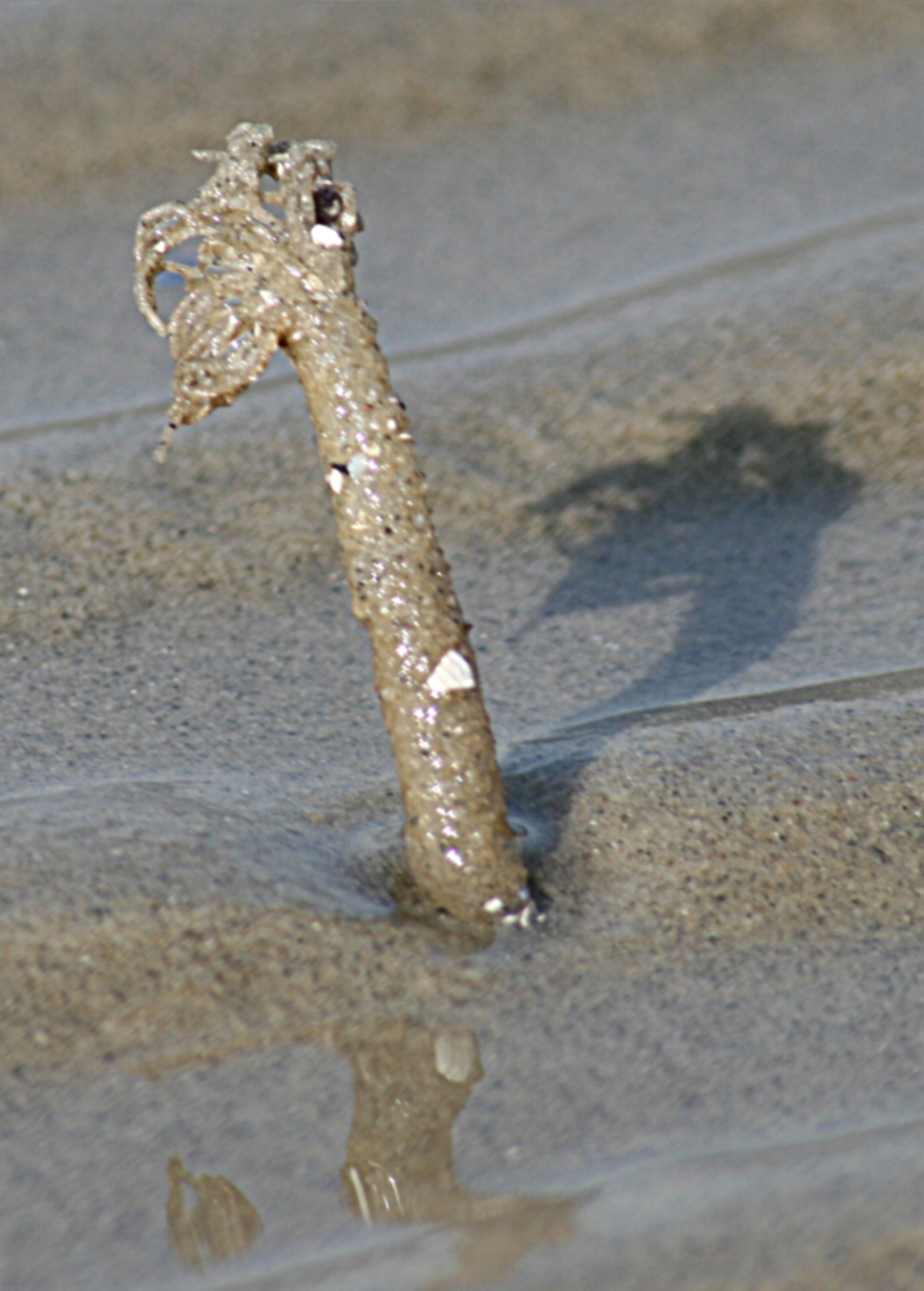
ガンゼキフサゴカイの棲管
（オランダ・ワッデン海）

フサゴカイ科 (Terebellidae) は、多毛類フサゴカイ目に属する分類群。これに属するゴカイは、以下のような特徴をもつ。
体はほぼ円柱形で、前は幅広く、後ろに向かって細くなる。体は柔らかくて、多数の体節からなる。口前葉と口節が癒合して頭部を形成する。ここにある触手葉からは多数の細長い口触手をもつ。触手には溝があってここに繊毛があり、摂食に与かる。胴体は太い胸部と細い腹部に分かれ、各節に疣足があるが、目立たない。胸部の幾節かは疣足を欠く。
自由に移動する能力はあるが、ある程度以上しっかりした棲管を作り、その中で生活する。

潮間帯から深海まで生息し、約60属400種が知られる。日本近海の浅海域には以下のような属が知られる。
- Anphitrite
- Terebella
- Loimia：チンチロフサゴカイ
- Pista
- Nicolea
- Lanice
- Eupolynnia
- Reteterebella
- Streblosoma
- Thelepus：ニッポンフサゴカイ
- Lysilla